# Diane Elson
Diane Elson (* 20. April 1946) ist eine britische Ökonomin und Soziologin, die sich vor allem mit dem Zusammenhang von Gender und Entwicklung (Gender and development) auseinandersetzt und forscht. Sie ist eine bedeutende Vertreterin der Feministischen Ökonomie.

## Leben
Elson wuchs in den Midlands auf. Als erstes Familienmitglied überhaupt begann sie ein universitäres Studium. 1968 machte sie ihren Bachelorabschluss an der University of Oxford in den Fächern Philosophie, Politik und Wirtschaft. Im Anschluss arbeitete sie als Assistentin am Institute of Commonwealth Studies, Oxford und gehörte dem St Antony’s College an. 1985 wurde sie zum Lecturer im Bereich Entwicklungsökonomie an der University of Manchester ernannt. An dieser Universität promovierte sie auch und wurde schließlich dort Professorin für Development Studies. Zwischenzeitlich lehrte sie an der Open University, University of Sussex und University of York. Nach 15 Jahre wechselte sie zur University of Essex, wo sie eine Professur für Soziologie annahm. 2011 wurde sie emeritiert, setzte aber ihre Forschungen fort. Als Gastprofessorin war sie an verschiedenen Universitäten und Institutionen wie der Glasgow Caledonian University tätig.
Elson ist seit Ende der 1970er Jahre auf dem Gebiet von Gender and development (GAD) tätig und erforscht eine Vielzahl sozio-ökonomischer Prozesse aus der Gender-Perspektive. Seit den frühen 2000er Jahren stehen dabei vor allem Initiativen des Gender Budgeting in ihrem Fokus. Zuvor ging es ihr u. a. um die Frage der Position von Frauen in der internationalen Arbeitsteilung. Sie war zudem international beratend tätig, darunter für Sida, das Entwicklungsprogramm der Vereinten Nationen sowie dem Entwicklungsfonds der Vereinten Nationen für Frauen. Für letzteren war sie in den 2000er Jahren an der Abfassung mehrerer Berichte federführend beteiligt.
2016 wurde sie für ihre Forschung mit dem Leontief-Preis ausgezeichnet. 2017 wurde sie zur Ehrendoktorin der Open University ernannt.

## Schriften (Auswahl)
- mit Paul Streeten: Diversification and development. The case of coffee. New York London: Praeger (Pall Mall Press). ISBN 9780275281915.
- mit Ruth Pearson: Women's employment and multinationals in Europe. Basingstoke England: Macmillan 1989, ISBN 9780333438770.
- Male bias in the development process (contemporary issues in development studies). Manchester University Press, Manchester New York 1995.
- mit Caren Grown, Irene van Staveren, Nilufer Cagatay: The Feminist Economics of Trade. London: Routledge 2007.
- mit Radhika Balakrishnan: Economic policy and human rights: holding governments to account. London New York: Zed Books, Palgrave Macmillan 2011.
- mit Brigitte Young und Isabella Bakker: Questioning Financial Governance from a Feminist Perspective. London: Routledge 2011, ISBN 9780415676694
- als Herausgeberin: Value. The representation of labour in capitalism. London, England: Verso Press 2011 (zuerst 1979).
- mit Sakiko Fukuda-Parr und Polly Vizard: Human rights and the capabilities approach. An interdisciplinary dialogue. Milton Park, Abingdon, Oxon New York: Routledge, ISBN 9780415681032.

## Veröffentlichungen in deutscher Sprache
- Markt-Sozialismus oder Sozialisierung des Markts?, 1983, in: Felix Wemheuer (Hrsg.): Marktsozialismus. Eine kontroverse Debatte. Promedia, Wien 2021, S. 93–104.
- mit Brigitte Young, herausgegeben von der Heinrich-Böll-Stiftung: Geschlechtergerechtigkeit durch Gender Budgeting?, 2002.
- Lehren aus den Krisen: Eine Gender-Perspektive, in: Kurswechsel, Heft 4 2013, S. 36–44.